# Society for Classical Studies
Die Society for Classical Studies (SCS) ist eine 1869 gegründete gemeinnützige Vereinigung nordamerikanischer Forscher im Bereich römischer und antiker griechischer Kultur, Geschichte. Bis 2013 war sie unter dem Namen American Philological Association (APA) bekannt; 2014 wurde sie in Society for Classical Studies umbenannt.
Während der Verein ursprünglich Forschungsprojekte zu verschiedenen Sprachen unterhielt, spezialisierte sie sich im Lauf der Zeit auf Latein und Altgriechisch, da mit der Zeit die verschiedensten philologischen Vereine moderner Sprachen entstanden. Das Journal des Vereins, die Transactions of the American Philological Association (TAPA, nach einigen wissenschaftlichen Formeln auch TAPhA), ist eine führende internationale Publikationsreihe der klassischen Philologie.
Der Verein hält seine jährlichen Treffen im Januar gemeinsam mit dem Archaeological Institute of America ab. Er hat seinen Sitz an der University of Pennsylvania.
Im Jahr 2020 kam, ausgelöst von Dan-el Padilla Peralta, eine Debatte um die Vorherrschaft „weißer Männer“ in den Classical Studies auf.

## Liste der Präsidenten
Die folgende Aufstellung basiert auf der Liste Past Presidents der Society for Classical Studies. Der Vorstand wird jährlich auf der Vollversammlung gewählt, die ursprünglich im Juli stattfand (bis 1903). 1904 fand die Versammlung im September statt, von 1905 bis 1999 gegen Ende Dezember (1964 am 29. August), seit 2001 im Januar.
| Jahr      | Name                          | Universität oder Institution                 |
| --------- | ----------------------------- | -------------------------------------------- |
| 1869/1870 | William Dwight Whitney        | Yale University                              |
| 1870/1871 | Howard Crosby                 | New York University                          |
| 1871/1872 | William Watson Goodwin        | Harvard University                           |
| 1872/1873 | Asahel C. Kendrick            | University of Rochester                      |
| 1873/1874 | Francis Andrew March          | Lafayette College                            |
| 1874/1875 | James Hammond Trumbull        | keine                                        |
| 1875/1876 | Albert Harkness               | Brown University                             |
| 1876/1877 | Samuel Stehman Haldeman       | University of Pennsylvania                   |
| 1877/1878 | Basil Lanneau Gildersleeve    | Johns Hopkins University                     |
| 1878/1879 | Jotham Bradbury Sewall        | Thayer Academy                               |
| 1879/1880 | Crawford Howell Toy           | keine                                        |
| 1880/1881 | Lewis R. Packard              | Yale University                              |
| 1881/1882 | Frederic De Forest Allen      | Harvard University                           |
| 1882/1883 | Milton W. Humphreys           | Vanderbilt University                        |
| 1883/1884 | Martin Luther D’Ooge          | University of Michigan                       |
| 1884/1885 | William Watson Goodwin        | Harvard University                           |
| 1885/1886 | Tracy Peck                    | Yale University                              |
| 1886/1887 | Augustus C. Merriam           | Columbia University                          |
| 1887/1888 | Isaac Hollister Hall          | Metropolitan Museum of Art                   |
| 1888/1889 | Thomas Day Seymour            | Yale University                              |
| 1889/1890 | Charles Rockwell Lanman       | Harvard University                           |
| 1890/1891 | Julius Sachs                  | Sachs Collegiate Institute                   |
| 1891/1892 | Samuel Hart                   | Trinity College (Connecticut)                |
| 1892/1893 | William Gardner Hale          | University of Chicago                        |
| 1893/1894 | James Mercer Garnett          | University of Virginia                       |
| 1894/1895 | John Henry Wright             | Harvard University                           |
| 1895/1896 | Francis Andrew March          | Lafayette College                            |
| 1896/1897 | Bernadotte Perrin             | Yale University                              |
| 1897/1898 | Minton Warren                 | Johns Hopkins University                     |
| 1898/1899 | Clement Lawrence Smith        | Harvard University                           |
| 1899/1900 | Abby Leach                    | Vassar College                               |
| 1900/1901 | Samuel Ball Platner           | Western Reserve University                   |
| 1901/1902 | Andrew Fleming West           | Princeton University                         |
| 1902/1903 | Charles Forster Smith         | University of Wisconsin–Madison              |
| 1903/1904 | George Hempl                  | University of Michigan                       |
| 1904/1905 | Herbert Weir Smyth            | Harvard University                           |
| 1906      | Elmer Truesdell Merrill       | Trinity College (Connecticut)                |
| 1907      | Francis W. Kelsey             | University of Michigan                       |
| 1908      | Charles Edwin Bennett         | Cornell University                           |
| 1909      | Basil Lanneau Gildersleeve    | Johns Hopkins University                     |
| 1910      | Paul Shorey                   | University of Chicago                        |
| 1911      | John Carew Rolfe              | University of Pennsylvania                   |
| 1912      | Thomas Dwight Goodell         | Yale University                              |
| 1913      | Harold North Fowler           | Western Reserve University                   |
| 1914      | Edward Capps                  | Princeton University                         |
| 1915      | Edward Parmelee Morris        | Yale University                              |
| 1916      | Carl Darling Buck             | University of Chicago                        |
| 1917      | Frank Gardner Moore           | Columbia University                          |
| 1918      | Frank Frost Abbott            | Princeton University                         |
| 1919      | John A. Scott                 | Northwestern University                      |
| 1920      | Clifford Herschel Moore       | Harvard University                           |
| 1921      | Walton Brooks McDaniel        | University of Pennsylvania                   |
| 1922      | Francis Greenleaf Allinson    | Brown University                             |
| 1923      | Edward Kennard Rand           | Harvard University                           |
| 1924      | Samuel Eliot Bassett          | University of Vermont                        |
| 1925      | Gordon Jennings Laing         | University of Chicago                        |
| 1926      | Henry Rushton Fairclough      | Stanford University                          |
| 1927      | Frank Cole Babbitt            | Trinity College (Connecticut)                |
| 1928      | Clarence Powers Bill          | Western Reserve University                   |
| 1929      | Tenney Frank                  | Johns Hopkins University                     |
| 1930      | Charles Burton Gulick         | Harvard University                           |
| 1931      | Henry W. Prescott             | University of Chicago                        |
| 1932      | Ivan M. Linforth              | University of California, Berkeley           |
| 1933      | Campbell Bonner               | University of Michigan                       |
| 1934      | Elizabeth Hazelton Haight     | Vassar College                               |
| 1935      | Berthold Louis Ullman         | University of Chicago                        |
| 1936      | George Lincoln Hendrickson    | Harvard University                           |
| 1937      | Henry Arthur Sanders          | University of Michigan                       |
| 1938      | William Abbott Oldfather      | University of Illinois at Urbana-Champaign   |
| 1939      | Austin Morris Harmon          | Yale University                              |
| 1940      | Arthur Stanley Pease          | Harvard University                           |
| 1941      | George Miller Calhoun         | University of California, Berkeley           |
| 1942      | Lily Ross Taylor              | Bryn Mawr College                            |
| 1943      | Marbury Bladen Ogle           | University of Minnesota                      |
| 1944      | John Garrett Winter           | University of Michigan                       |
| 1945      | George Depue Hadzsits         | Johns Hopkins University                     |
| 1946      | Levi Arnold Post              | Haverford College                            |
| 1947      | Norman Wentworth DeWitt       | Washington University in St. Louis           |
| 1948      | Cornelia Catlin Coulter       | Mount Holyoke College                        |
| 1949      | William Hardy Alexander       | University of California, Berkeley           |
| 1950      | Lucius Rogers Shero           | Swarthmore College                           |
| 1951      | William Chase Greene          | Harvard University                           |
| 1952      | Jakob Larsen                  | University of Chicago                        |
| 1953      | Benjamin Dean Meritt          | Institute for Advanced Study                 |
| 1954      | Robert Broughton              | Bryn Mawr College                            |
| 1955      | Harry Caplan                  | Cornell University                           |
| 1956      | George Eckel Duckworth        | Princeton University                         |
| 1957      | Charles Bradford Welles       | Yale University                              |
| 1958      | Gertrude Smith                | University of Chicago                        |
| 1959      | Robert J. Getty               | University of North Carolina at Chapel Hill  |
| 1960      | Louis Alexander MacKay        | University of California, Berkeley           |
| 1961      | Robert Samuel Rogers          | Duke University                              |
| 1962      | Inez Scott Ryberg             | Vassar College                               |
| 1963      | Howard Comfort                | Haverford College                            |
| 1964      | Gerald Else                   | University of Michigan                       |
| 1965      | Dorothy Mae Robathan          | Wellesley College                            |
| 1966      | John Lewis Heller             | University of Illinois at Urbana-Champaign   |
| 1967      | Phillip DeLacy                | University of Pennsylvania                   |
| 1968      | Frederick M. Combellack       | University of Oregon                         |
| 1969      | Herbert Bloch                 | Harvard University                           |
| 1970      | Malcolm Francis McGregor      | University of British Columbia               |
| 1971      | Edward Togo Salmon            | Intercollegiate Center for Classical Studies |
| 1972      | Agnes Kirsopp Lake Michels    | Bryn Mawr College                            |
| 1973      | William H. Willis             | Duke University                              |
| 1974      | Harry Louis Levy              | City University of New York                  |
| 1975      | James Henry Oliver            | Johns Hopkins University                     |
| 1976      | Helen F. North                | Swarthmore College                           |
| 1977      | William Scovil Anderson       | University of California, Berkeley           |
| 1978      | Frank O. Copley               | University of Michigan                       |
| 1979      | George A. Kennedy             | University of North Carolina at Chapel Hill  |
| 1980      | Bernard MacGregor Walker Knox | Center for Hellenic Studies                  |
| 1981      | Michael H. Jameson            | Stanford University                          |
| 1982      | Michael Putnam                | Brown University                             |
| 1983      | Zeph Stewart                  | Harvard University                           |
| 1984      | Gordon M. Kirkwood            | Cornell University                           |
| 1985      | Helen Bacon                   | Barnard College                              |
| 1986      | George P. Goold               | Yale University                              |
| 1987      | Martin Ostwald                | Swarthmore College                           |
| 1988      | Walter Robert Connor          | Princeton University                         |
| 1989      | Thomas G. Rosenmeyer          | University of California, Berkeley           |
| 1990      | John Peradotto                | University at Buffalo                        |
| 1991      | Gregory Nagy                  | Harvard University                           |
| 1992      | Erich S. Gruen                | University of California, Berkeley           |
| 1993      | Ludwig Koenen                 | University of Michigan                       |
| 1994      | Charles Segal                 | Harvard University                           |
| 1995      | Emily Vermeule                | Harvard University                           |
| 1996      | Robert A. Kaster              | University of Chicago                        |
| 1997      | Susan Treggiari               | Stanford University                          |
| 1998      | Helene P. Foley               | Barnard College                              |
| 1999      | David Konstan                 | Brown University                             |
| 2000      | Julia Haig Gaisser            | Bryn Mawr College                            |
| 2001      | Kenneth J. Reckford           | University of North Carolina at Chapel Hill  |
| 2002      | Michael Gagarin               | University of Texas at Austin                |
| 2003      | James J. O’Donnell            | Georgetown University                        |
| 2004      | Elaine Fantham                | Princeton University                         |
| 2005      | Eleanor Winsor Leach          | Indiana University Bloomington               |
| 2006      | Jenny Strauss Clay            | University of Virginia                       |
| 2007      | Ruth Scodel                   | University of Michigan                       |
| 2008      | Kurt Raaflaub                 | Brown University                             |
| 2009      | Josiah Ober                   | Stanford University                          |
| 2010      | Dee L. Clayman                | City University of New York                  |
| 2011      | Kathleen M. Coleman           | Harvard University                           |
| 2012      | Jeffrey Henderson             | Boston University                            |
| 2013      | Denis Feeney                  | Princeton University                         |
| 2014      | Kathryn Gutzwiller            | University of Cincinnati                     |
| 2015      | John Marincola                | Florida State University                     |
| 2016      | Roger S. Bagnall              | Columbia University                          |
| 2017      | S. Georgia Nugent             | College of Wooster                           |
| 2018      | Joseph Farrell                | University of Pennsylvania                   |
| 2019      | Mary T. Boatwright            | Duke University                              |
| 2020      | Sheila Murnaghan              | University of Pennsylvania                   |
| 2021      | Shelley Haley                 | Hamilton College (New York)                  |
| 2022      | Matthew Roller                | Johns Hopkins University                     |
| 2023      | Alison Keith                  | University of Toronto                        |